# Amphipholis puntarenae
Amphipholis puntarenae är en ormstjärneart som först beskrevs av Christian Frederik Lütken 1856.  Amphipholis puntarenae ingår i släktet Amphipholis och familjen trådormstjärnor. Inga underarter finns listade i Catalogue of Life.